# Mogens Krogh
Mogens Krogh (født 31. oktober 1963) er en dansk fodboldtræner og tidligere fodboldspiller (målmand).
Mogens Krogh er fra Horne i Nordjylland, og spillede hos Horne KFUM og Taars/Ugilt, før han i 1981 havnede hos Ikast FS. Her spillede han indtil 1991, og skiftede til Brøndby IF, der lige havde solgt Peter Schmeichel, og var førstemålmand helt indtil december 2002, hvor han sluttede karrieren. Mogens Krogh spillede også 10 landskampe for Danmark, men var på bænken i mange flere, da han var i skyggen af Peter Schmeichel.
Mogens Krogh var med i truppen ved EM 1992, EM 1996 og VM 1998, men uden at komme på banen i nogen af turneringerne. Han var med til at vinde Confederations Cup 1995, da han erstattede den skadede Lars Høgh under turneringen.
Efter sin fodboldkarriere har han lavet andre ting i Brøndby IF, bl.a. arbejdet indenfor PR og talentudvikling.
Mogens Krogh blev i juli 2011 ansat hos 2. divisionsklubben Nordvest FC som Målmandstræner. Desuden blev han medlem af klubbens Eliteudvalg og Sponsorkonsulent. Fra 1. juli 2013 er Mogens Krogh ansat på en to-årig kontrakt som Cheftræner for Nordvest FC.
Den 7. maj 2014 meddelte Nordvest FCs moderklub Holbæk B&I, at Mogens Krogh stopper som træner og sponsorkonsulent den 1. juli 2014 efter han har sagt ja til et nyt trænerjob i en anden klub. Han blev kort efter præsenteret som ny cheftræner i Næstved BK.